# جیمز آر بث
جیمز رینالد بث (به انگلیسی: James Reynolds Bath) جزو گارد هوایی تگزاس در جنگ ویتنام بوده‌است. نام او را در مستند فارنهایت ۹/۱۱ دیده‌اید، که به عنوان نزدیک‌ترین دوست خانوادگی جرج دبلیو بوش معرفی شده‌است.
بعداز کار کردن برای آتلانتیک اوییشن، جیمز در ۱۹۶۰ به هوستون رفت. در ۱۹۷۸ جیمز رئیس بانک مرکزی تگزاس در هوستون شد. هم‌اکنون او در هوستون زندگی می‌کند. خانهٔ او پشت به خانهٔ خلید ابن محفوظ است.